# Tonči Pirija
Tonči Pirija (Spalato, 13 marzo 1980) è un ex calciatore croato, di ruolo centrocampista.

## Statistiche

### Cronologia presenze e reti in nazionale
| Cronologia completa delle presenze e delle reti in nazionale ― Croazia under 20 | Cronologia completa delle presenze e delle reti in nazionale ― Croazia under 20 | Cronologia completa delle presenze e delle reti in nazionale ― Croazia under 20 | Cronologia completa delle presenze e delle reti in nazionale ― Croazia under 20 | Cronologia completa delle presenze e delle reti in nazionale ― Croazia under 20 | Cronologia completa delle presenze e delle reti in nazionale ― Croazia under 20 | Cronologia completa delle presenze e delle reti in nazionale ― Croazia under 20 | Cronologia completa delle presenze e delle reti in nazionale ― Croazia under 20 |
| Data                                                                            | Città                                                                           | In casa                                                                         | Risultato                                                                       | Ospiti                                                                          | Competizione                                                                    | Reti                                                                            | Note                                                                            |
| ------------------------------------------------------------------------------- | ------------------------------------------------------------------------------- | ------------------------------------------------------------------------------- | ------------------------------------------------------------------------------- | ------------------------------------------------------------------------------- | ------------------------------------------------------------------------------- | ------------------------------------------------------------------------------- | ------------------------------------------------------------------------------- |
| 28-9-1999                                                                       | Gospić                                                                          | Croazia under 20                                                                | 4 – 2                                                                           | Slovenia under 20                                                               | Amichevole                                                                      | -                                                                               | 90+3’                                                                           |
| 20-10-1999                                                                      | Novaglia                                                                        | Croazia under 20                                                                | 0 – 3                                                                           | Italia under 20                                                                 | Amichevole                                                                      | -                                                                               |                                                                                 |
| 18-5-2000                                                                       | Križevci                                                                        | Slovenia under 20                                                               | 0 – 4                                                                           | Croazia under 20                                                                | Amichevole                                                                      | -                                                                               |                                                                                 |
| 21-9-2000                                                                       | Zaprešić                                                                        | Croazia under 20                                                                | 2 – 0                                                                           | Slovenia under 20                                                               | Amichevole                                                                      | -                                                                               | 57’                                                                             |
| Totale                                                                          |                                                                                 | Presenze                                                                        | 4                                                                               |                                                                                 | Reti                                                                            | 0                                                                               |                                                                                 |

| Cronologia completa delle presenze e delle reti in nazionale ― Croazia under 19 | Cronologia completa delle presenze e delle reti in nazionale ― Croazia under 19 | Cronologia completa delle presenze e delle reti in nazionale ― Croazia under 19 | Cronologia completa delle presenze e delle reti in nazionale ― Croazia under 19 | Cronologia completa delle presenze e delle reti in nazionale ― Croazia under 19 | Cronologia completa delle presenze e delle reti in nazionale ― Croazia under 19 | Cronologia completa delle presenze e delle reti in nazionale ― Croazia under 19 | Cronologia completa delle presenze e delle reti in nazionale ― Croazia under 19 |
| Data                                                                            | Città                                                                           | In casa                                                                         | Risultato                                                                       | Ospiti                                                                          | Competizione                                                                    | Reti                                                                            | Note                                                                            |
| ------------------------------------------------------------------------------- | ------------------------------------------------------------------------------- | ------------------------------------------------------------------------------- | ------------------------------------------------------------------------------- | ------------------------------------------------------------------------------- | ------------------------------------------------------------------------------- | ------------------------------------------------------------------------------- | ------------------------------------------------------------------------------- |
| 5-11-1997                                                                       | Belfast                                                                         | Croazia under 19                                                                | 10 – 0                                                                          | Andorra under 19                                                                | Qual. Europeo Under-19 1998                                                     | 2                                                                               |                                                                                 |
| 7-10-1998                                                                       | Michalovce                                                                      | Croazia under 19                                                                | 4 – 3                                                                           | Slovacchia under 19                                                             | Qual. Europeo Under-19 1999                                                     | -                                                                               | 78’                                                                             |
| 9-10-1998                                                                       | Vranov nad Topľou                                                               | Croazia under 19                                                                | 1 – 0                                                                           | Finlandia under 19                                                              | Qual. Europeo Under-19 1999                                                     | -                                                                               | 90+3’                                                                           |
| 11-10-1998                                                                      | Michalovce                                                                      | Malta under 19                                                                  | 0 – 9                                                                           | Croazia under 19                                                                | Qual. Europeo Under-19 1999                                                     | -                                                                               |                                                                                 |
| Totale                                                                          |                                                                                 | Presenze                                                                        | 4                                                                               |                                                                                 | Reti                                                                            | 2                                                                               |                                                                                 |

## Palmarès

### Club

#### Competizioni nazionali
- Coppa di Croazia: 1

Hajduk Spalato: 1999-2000